# 大阪府立大阪ビジネスフロンティア高等学校
大阪府立大阪ビジネスフロンティア高等学校（おおさかふりつおおさかビジネスフロンティアこうとうがっこう）は大阪市天王寺区の公立高等学校である。愛称は英語表記 (Osaka Business Frontier) の頭文字を取ってOBF（オービーエフ）。東京2020 オリンピック・パラリンピック・ムーブメント全国展開事業教育推進校。

## 概観
大阪市立の天王寺商業・市岡商業・東商業の3商業高等学校を統廃合して設置された。これに伴い、この3校は2012年より募集を停止し、2014年春に廃校となった。大阪ビジネスフロンティア高等学校は天王寺商業高等学校の敷地に併設されるが、同時に東商業・市岡商業の2校も天王寺商業の敷地に移転し、2012年度・2013年度は1校地に4校が併設されていた。
キャリア教育に力を注ぎ、国際ビジネス社会で活躍できる人材の育成を目標としている。大阪市立大学、関西大学、関西外国語大学、京都産業大学、桃山学院大学や産業界との連携を行っており高校・大学の7年間を見据えた教育を行っている。

## 沿革
- 2012年4月1日 - 開校
- 2012年5月12日 - 開校記念式典を挙行
- 2022年4月1日 - 大阪府に移管。大阪府立大阪ビジネスフロンティア高等学校に改称。

## 統廃合計画
大阪市教育委員会は2004年、大学や産業界と連携して、高度な専門性を持つ商業人の育成や、高校・大学の7年間を見据えた商業教育などをおこなう新しいタイプの市立商業高等学校を、既存校の統廃合で設置する構想を発表した。2004年の時点では、具体的な統廃合対象校については未定の状態だった。また教育委員会は市立高等学校の数を減らす方針であった。
大阪市教育委員会は2007年6月、新商業高等学校の開校計画時期を発表した。発表によると、新商業高校は既存の大阪市立天王寺商業高等学校・大阪市立市岡商業高等学校・大阪市立東商業高等学校の3校を統合して、従来の天王寺商業高等学校の場所に、「大阪市立大阪ビジネスフロンティア高等学校」として2012年4月の開校を目指すとしている（校名は2011年に決定･発表）。2012年までに新商業高校の新校舎を建設する予定となっている。
2012年4月より、市岡商業高等学校・東商業高等学校の在校生も新商業高校内の新校舎に移転し、新商業高校・天王寺商業高等学校とともに新商業高等学校の校舎を共用することが発表されている。
設置された学科は、商業に関する学科とは別の扱いとしている。募集においても別の大学科扱いである。

## 全商検定
- この学校は、全商の大阪府本部校（連絡理事校）であり、簿記実務・会計実務・情報処理・英語の各検定の大阪府本部校でもある

## 交通
- 桃谷駅（大阪環状線）より南西へ約400m
- 四天王寺前夕陽ヶ丘駅（Osaka Metro谷町線）より東へ約980m
- 大阪シティバス・勝山三丁目停留所より西へ約120m